# Наволок (Шенкурский район)
Наволок — деревня в Шенкурском районе Архангельской области. Входит в состав муниципального образования «Верхопаденьгское».

## География
Деревня расположена в южной части Архангельской области, в таёжной зоне, в пределах северной части Русской равнины, в 63 километрах на юг от города Шенкурска, на правом берегу реки Паденьга, притока Ваги. Ближайшие населённые пункты: на северо-востоке, на противоположном берегу реки деревня Леваково.
Часовой пояс
Наволок, как и вся Архангельская область, находится в часовой зоне МСК (московское время). Смещение применяемого времени относительно UTC составляет +3:00.

## Население
| 2002 | 2010 | 2012 |
| ---- | ---- | ---- |
| 23   | ↘8   | →8   |

## История
В «Списке населенных мест Архангельской губернии к 1905 году» деревня Наволоцкая(Наволокъ) насчитывает 23 двора, 83 мужчины и 78 женщин.  В административном отношении деревня входила в состав Паденгского сельского общества Устьпаденгской волости.
В марте 1918 года Остахинская волость выделилась из состава Паденгской и деревня Наволоцкая оказалась в составе новой Остахинской волости, Остахинского сельского общества. На 1 мая 1922 года в поселении 32 двора, 58 мужчин и 99 женщин.